# Pararoncus chamberlini
Pararoncus chamberlini är en spindeldjursart som först beskrevs av Kuniyasu Morikawa 1957.  Pararoncus chamberlini ingår i släktet Pararoncus och familjen spinnklokrypare. Inga underarter finns listade i Catalogue of Life.